# دونالد برين
دونالد برين (بالإنجليزية: Donald Bren)‏ ولد في 11 مايو 1932 رجل أعمال أمريكي هو رئيس مجلس إدارة شركة إيرفين، وهي شركة استثمار عقارية أمريكية. قيمة الثروة الصافية لبرين حوالي 15.2 مليار دولار، مما يجعله يحتل المرتية 66 على قائمة فوربس الـ400 2017.

## معرض صور

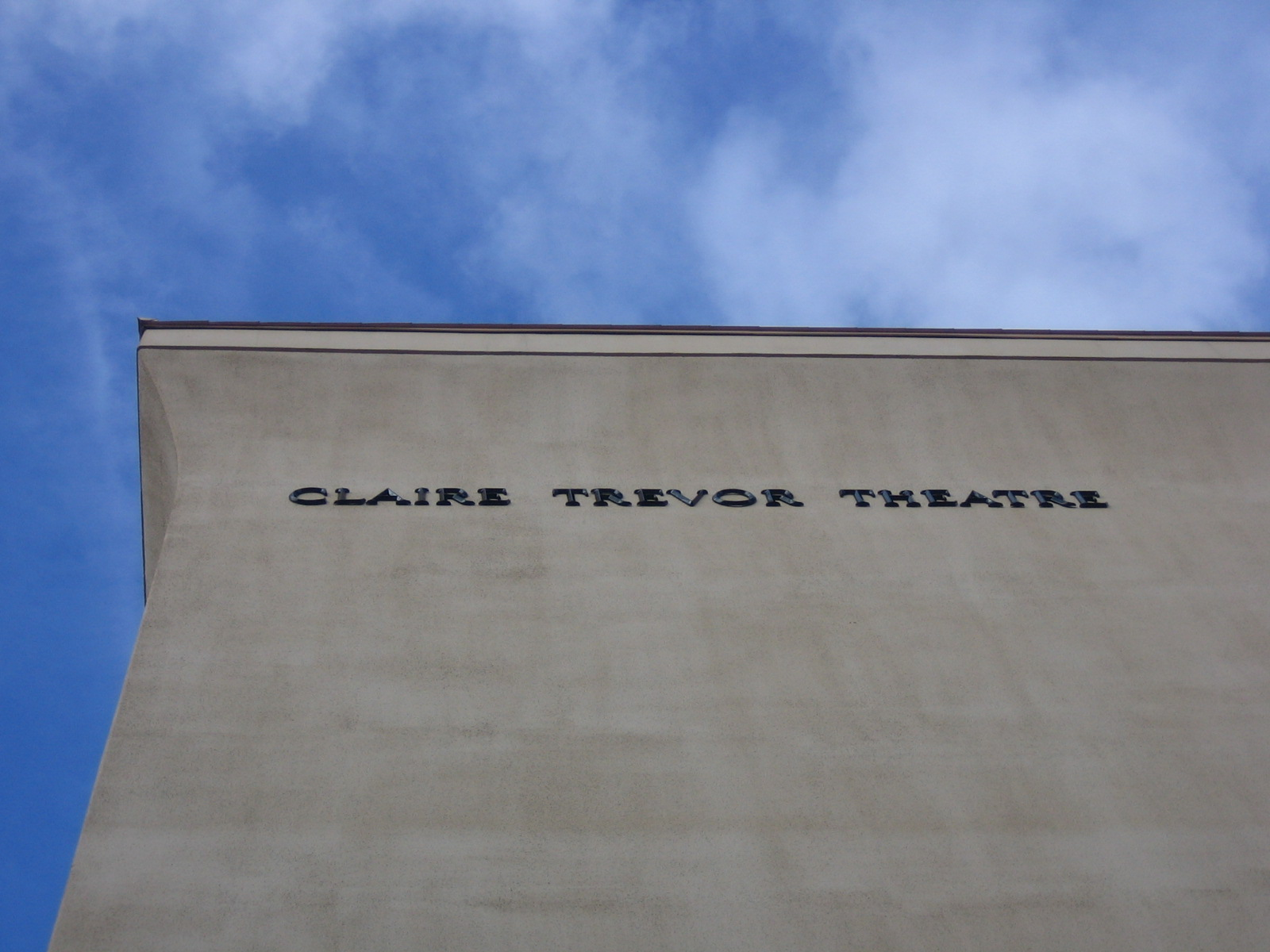
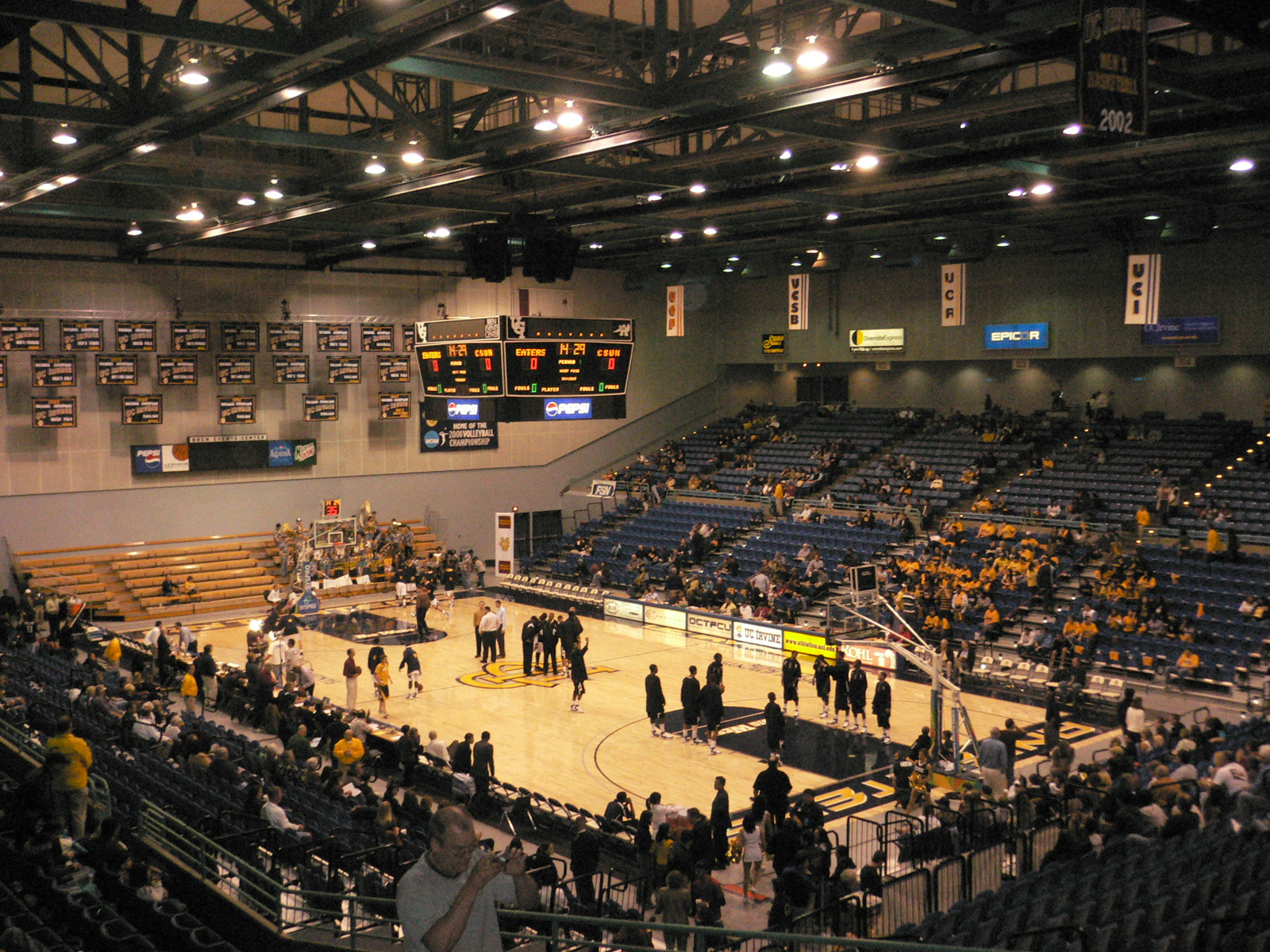
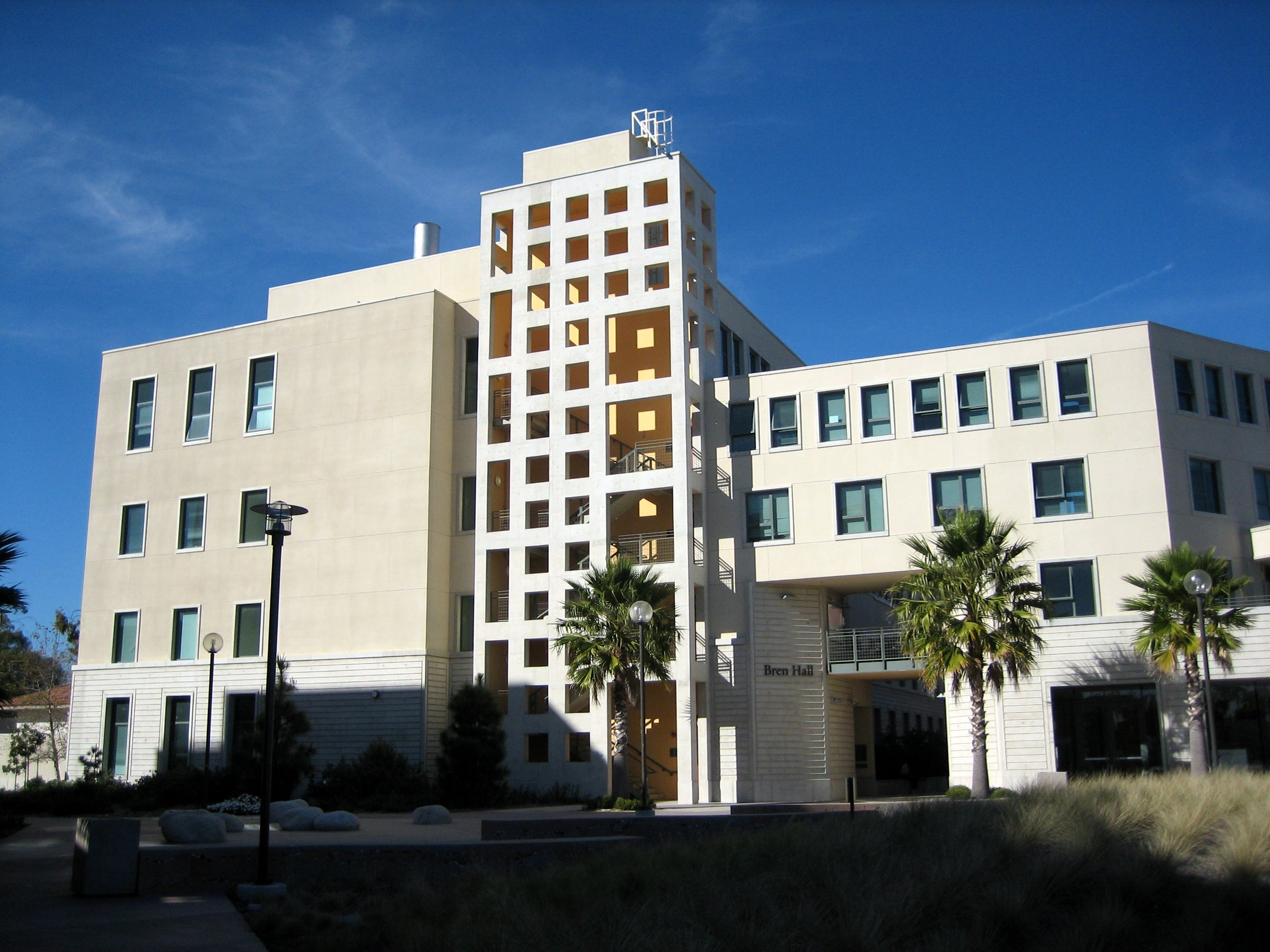
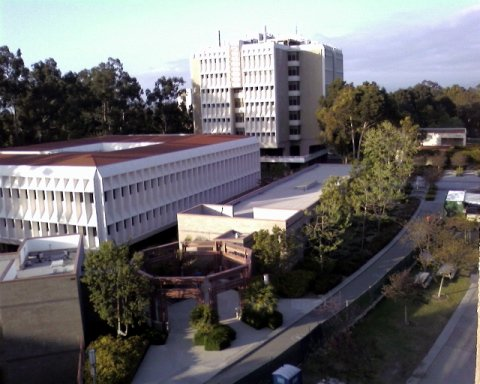